# Amhariska

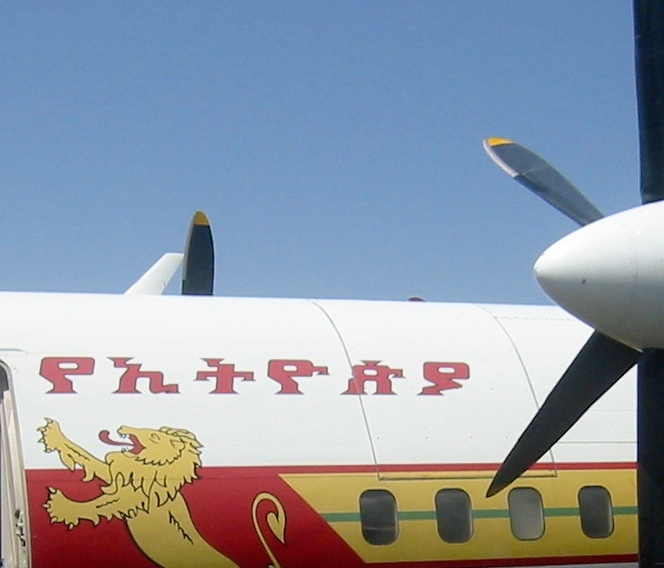
Den amhariska texten የኢትዮጵያ ("Etiopien") på ett flygplan från Ethiopian Airlines.

Amhariska (አማርኛ, amarinja, amharinya eller amharinja), är ett semitiskt språk i språkfamiljen afroasiatiska språk som bland annat talas i Etiopien, där det är officiellt språk och majoritetsspråk. Amhariskan är näst arabiskan det mest utbredda semitiska språket. Det talas som ett första språk av Amharerna och som ett lingua franca av andra befolkningar som bor i storstäder och städer i Etiopien. Såväl i lexikaliskt som syntaktiskt avseende har amhariskan starkt påverkats av kushitiska språk. Språket skrivs med det stavelsebaserade alfabetet ge'ez.
Utanför Etiopien talas amhariska av omkring 2,7 miljoner emigranter, framför allt i Europa och USA. 